# Krameriaceae
Krameriaceae is een botanische naam, voor een familie van tweezaadlobbige planten. Een familie onder deze naam wordt vrij regelmatig erkend door systemen voor plantentaxonomie, en zo ook door het APG-systeem (1998).
In het APG II-systeem (2003) is er de keuze deze familie te erkennen of de betreffende planten in te voegen bij de familie Zygophyllaceae.
De APWebsite (en ook ToLweb en de NCBI site) erkennen deze familie ook en plaatsen haar in een orde Zygophyllales. Het is aannemelijk dat deze ook zal staan in de 3e editie van The Plant-book, waarop de 23e druk van de Heukels zich baseert.
Het gaat dan om een kleine familie, bestaande uit één geslacht, Krameria.
In het Cronquist-systeem (1981) is de plaatsing in de orde Polygalales.